# Driakiew kaukaska
Driakiew kaukaska, wdówka (Scabiosa caucasica M. Bieb.) – gatunek rośliny należący do rodziny przewiertniowatych. Naturalnie występuje w Azji Zachodniej (Turcja, Iran) i na obszarze na Kaukazie, stąd nazwa. W wielu krajach, również w Polsce, jest uprawiany jako roślina ozdobna.

## Morfologia
PokrójBylina  lub roślina dwuletnia o wysokości 50–60 cm i sztywnych pędach.
LiścieKlapowane.
KwiatyZebrane w płaskie kwiatostany. Kwitnie na biało lub niebiesko, w różnych odcieniach; od lipca do września (przycinana do października).

## Niektóreodmiany ozdobne[4]
- 'Clive Greaves' – kwiaty liliowoniebieskie
- 'Miss Wilmott' – kwiaty białe
- 'Staefa' – kwiaty niebieskie, odmiana silnie rosnąca
- 'Mrs Isaac House' – kwiaty kremowobiałe

## Uprawa
Roślina uprawiana w ogrodach i parkach. Wysiewa się od maja do czerwca w szklarniach. Kiełkuje po 14-20 dniach. Następnie przesadza się do gruntu (gleba żyzna, próchnicza, dobre nasłonecznienie, odczyn zasadowy). Roślina całkowicie mrozoodporna (Strefy mrozoodporności 4-10).